# I Need U (canção de Lay)
"I Need U" (em chinês:  需要你, estilizada como "I NEED U") é uma canção gravada pelo artista musical chinês Lay (Zhang Yixing). Foi lançada como single de pré-lançamento de seu primeiro álbum de estúdio, Lay 02 Sheep, em 25 de setembro de 2017 pela S.M. Entertainment e dedicada ao 50º aniversário de casamento dos avós de Lay.

## Antecedentes e lançamento
"I Need U" é descrita como uma música de gênero urbano R&B pop onde Lay participou em sua composição e letra. A canção é dedicada ao 50º aniversário de casamento dos avós de Lay, com suas letras confessando a eternidade aos amados.
Em uma carta na conta de mídia social da S.M. Entertainment, que foi postada um dia antes do lançamento do vídeo musical, Lay falou sobre o romance de seus avós e como eles se importam um com o outro. Ele também descreveu seu relacionamento com eles e como ele esperava dar-lhes uma lembrança emocionante através de "I Need U." Ele afirmou: "O amor às vezes pode ser como um hábito, mas também refrescante e emocionante como uma cena em um filme, um único livro, ou uma música. Mas eu acredito que o amor, pelo que eu senti, é poder fazer até as mais pequenas coisas para os seus amados milhares de vezes, senão dezenas de milhares de vezes".
Lay revelou em um vídeo postado por Chaumet que esta música foi de fato escrita de antemão juntamente com "what U need?" (2016) como uma resposta a última e expressou que uma música é a melhor resposta ao suspense representado por outra música. Em 25 de setembro de 2017, lançou a canção como faixa de pré-lançamento de seu primeiro álbum de estúdio, Lay 02 Sheep, lançado em 7 de outubro do mesmo ano.

## Vídeo musical
O vídeo musical para "I Need U" foi lançado em 25 de setembro de 2017. O vídeo começa com uma versão para piano de Gymnopédie No.3 de Erik Satie e as palavras "Ce n'est pas une histoire d'amour. C'est une histoire qui parle d'amour". Ele conta a história de um jovem, retratado pelo próprio Lay, passeando por Paris enquanto planeja pedir a sua amada em casamento. Depois de muitos anos, os dois retornam a Paris para relembrar o passado.
O vídeo musical, que caracterizou os avós de Lay, foi filmado em Paris, França e pessoalmente planejado e dirigido pelo próprio Lay.

## Recepção
O vídeo musical de acompanhamento para "I Need U" se classificou na #1 posição na Billboard's China Weibo Live Chart. Em 12 horas, "I Need U" atingiu mais de 26 milhões de visualizações on-line, consecutivamente sendo o principal vencedor da 3 gráficos musicais. Além disso, o vídeo foi traçado em 17 países e se classificou no número 1 no iTunes em 12 países, incluindo os Estados Unidos, Canadá, Malásia, Portugal, Filipinas, Singapura, Tailândia, Turquia, Hong Kong, China e muito mais.